# Burt Grossman
Burt L. Grossman (Filadelfia, 10 aprile 1967) è un ex giocatore di football americano statunitense che ha giocato nel ruolo di defensive end nella National Football League (NFL).
Al college giocò a football a Pittsburgh

## Carriera professionistica
Grossman fu scelto come ottavo assoluto nel Draft NFL 1989 dai San Diego Chargers. Vi giocò per cinque stagioni, mettendo a segno 10 sack in ognuna delle prime due. Passò l'ultimo anno di carriera nel 1994 come membro dei Philadelphia Eagles, giocando 14 partite con 5,5 sack.

## Palmarès
- PFWA All-Rookie Team - 1989

## Statistiche
| Sack       | 43,5 |
| Intercetti | 0    |